# Григорович, Евгения Зиновьевна
Евге́ния Зино́вьевна Григоро́вич (также — Евге́ния Зино́новна Григоро́вич; укр. Євгенія Зинонівна Григорович) (30 апреля 1905, Дубно — 15 июля 1978, Киев) — советский кинорежиссёр и сценарист. Заслуженный деятель искусств Украинской ССР (1954).

## Биография
Родилась в городе Дубно. Работала библиотекарем, педагогом, воспитателем детского сада, руководила драмкружками в клубах. После окончания в 1928 году Одесского кинотехникума работала помощником и ассистентом режиссёра на фильмах «Экспонат из паноптикума» (1929), «Шагать мешают» (1930) на Одесской кинофабрике ВУФКУ, затем там же в качестве режиссёра, ставила инструктивные, культурно-просветительные и агитационные фильмы.
С 1943 года — на Киевской киностудии научно-популярных фильмов, где работала над видовыми киноочерками и фильмами-портретами. Член Союза кинематографистов УССР.

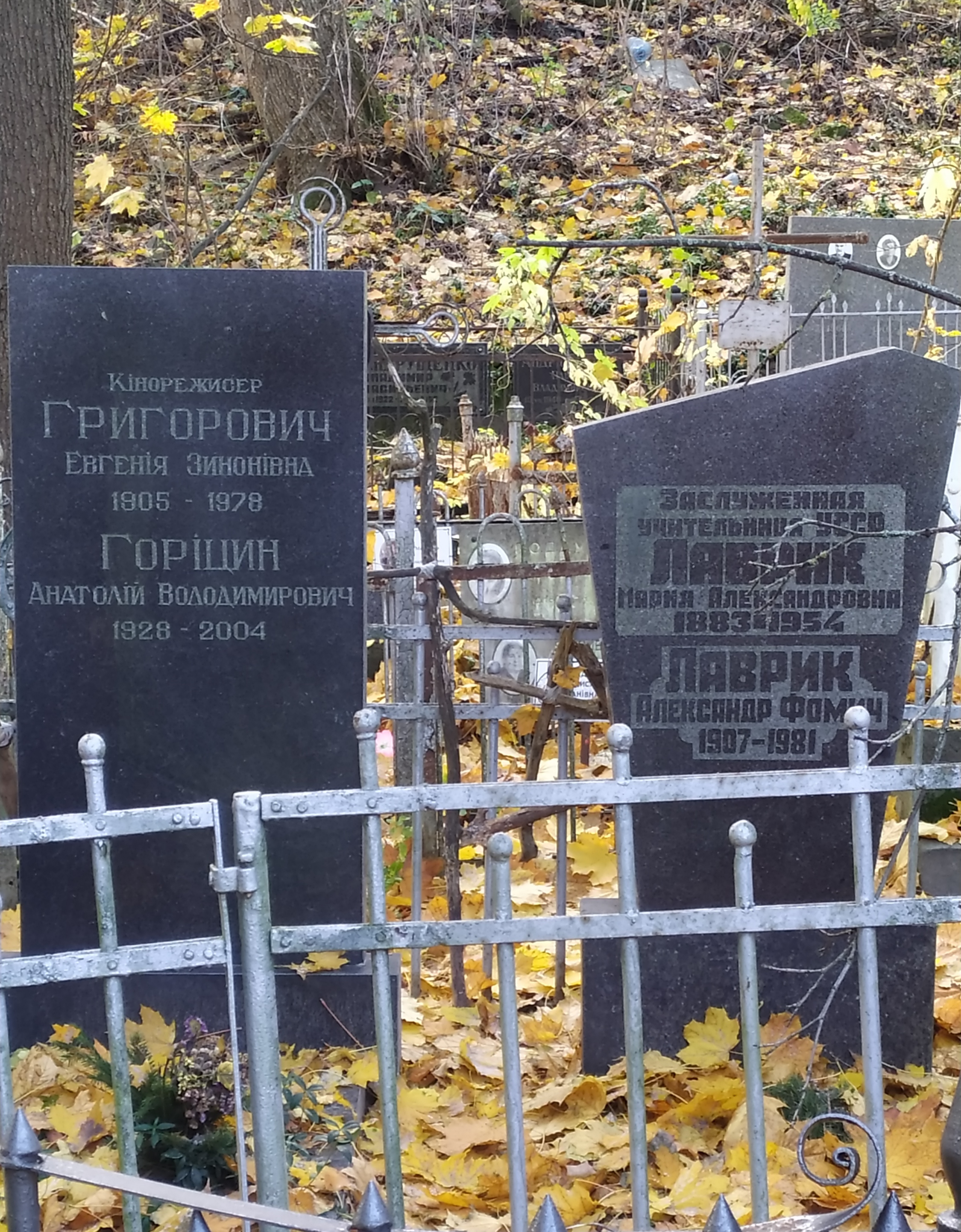
Могила Е. З. Григорович и её семьи на Байковом кладбище

Умерла 15 июля 1978 года в Киеве. Похоронена на Байковом кладбище вместе с семьёй.

## Фильмография
Режиссёр
- 1930 — Что каждой женщине нужно знать / Що кожній жінці треба знати
- 1931 — Культура и кенафа
- 1931 — Ленинский городок
- 1932 — Поздравляю с переходом (фильм не сохранился)
- 1935 — Будёныши (фильм не сохранился)
- 1936 — Солнечный маскарад
- 1939 — Юные моряки
- 1945 — Помни об опасности
- 1947 — Паша Ангелина
- 1950 — По Северной Буковине
- 1958 — Правда о мощах
- 1958 — Симферополь — Алушта — Севастополь
- 1959 — В далёкие воды Атлантики
- 1960 — Евгения Долинюк
- 1963 — Открытие подсказывает природа
- 1964 — Александр Довженко
- 1966 — Николай Самокиш
- 1967 — Легенда старой крепости
- 1970 — Николай Кулиш
- 1973 — Творцы новых молекул
- 1975 — Лес — наше богатство

Сценарист
- 1932 — Поздравляю с переходом (фильм не сохранился)

## Награды
- 1954 — заслуженный деятель искусств Украинской ССР[2];
- нагрудный значок «Отличник кинематографии СССР»[источник не указан 52 дня].